# ヴェンデリン・ヴィーデキング
ヴェンデリン・ヴィーデキング（Wendelin Wiedeking, 1952年8月28日 - ）は、ドイツの実業家。ポルシェのCEO、及びフォルクスワーゲンの取締役会役員を務めた。ドイツ南西部の都市、アーレン生まれ。
1980年代にピークを迎えた販売台数が急降下し、1990年以降には倒産の危機に瀕していたポルシェを再建したことと、2005年以降にフォルクスワーゲンの買収を決断・実行したことで知られる。

## 経歴
1991年ポルシェに同社役員として入社。1992年同社取締役会スポークスマン、1993年同社CEOに就任した。
多くの日本人を、主としてトヨタ自動車から管理者として招き入れることでポルシェ社員に効率性を学ばせ、在庫とコストの低減を達成、1995年までには経営状態を好転させた。さらに比較的廉価なスポーツカー「ボクスター」と、新型「911」の成功により、ブランド・イメージを刷新した。2002年に発売された同社初のSUV「カイエン」は、「911」に次ぐ量販車種となり、ロシアや中国、インド、中東といった新興市場では最も人気のあるモデルである。これらの結果、ポルシェは世界で最も利益率の高い自動車会社となった。自身はドイツの経営者としては最高額の報酬を得ており、2007年の報酬は8,500万-1億米ドル程度に達したと見られている。
同じくドイツの自動車会社であるフォルクスワーゲンの取得を決定、およそ80億米ドルを投資し、2007年までには同社株の31%を取得、事実上ポルシェ傘下に収めた。2006年7月28日より、フォルクスワーゲンの取締役会役員も兼務。
しかし2007年に顕在化した世界金融危機の影響を受けポルシェの経営は悪化。フォルクスワーゲン買収の主導的役割を果たしていた投資銀行メリルリンチの経営破綻もあり計画は頓挫。
2009年、ポルシェのCEOを退任した。

## 著書
- 相原俊樹 訳『逆転の経営戦略 株価至上主義を疑え』二玄社、2008年11月。ISBN 978-4-544-06001-0。